# Новаковский, Юзеф
Юзеф Новаковский (пол. Józef Nowakowski; 16 сентября 1800, Koryciska, Мазовецкое воеводство — 27 августа 1865, Варшава) — польский композитор и музыкальный педагог, работавший в Российской империи.
Начальное музыкальное образование получил у своего дяди, который был дирижёром в Варшавской капелле. Учился в Вонхоцком аббатстве, продолжил образование в Варшавском музыкальном институте, где его учителями были Юзеф Эльснер (композиция) и Вильгельм Вюрфель (фортепиано). Давал выездные концерты во Франции, в том числе в Париже в 1838, 1841 и 1846 годах, гастролировал по итальянским и германским государствам. Был дружен с Фредериком Шопеном. С 1840 года состоял профессором в Александровском институте благородных девиц в Варшаве, в 1861—1864 гг. преподавал в Музыкальном институте. Умер в этом же городе.
Всего написал около 100 произведений; из них было опубликовано, по разным данным, от 50 до 60 различных жанров: увертюры и симфонии для оркестра, квинтеты, квартеты для фортепиано и струнных, фортепианные этюды, фантазии, ноктюрны, романсы, фортепианная школа, церковные композиции, полонезы, марши, произведения салонной музыки.